# Saint-Maurice-des-Champs
Saint-Maurice-des-Champs é uma comuna francesa na região administrativa de Borgonha-Franco-Condado, no departamento Saône-et-Loire. Estende-se por uma área de 6 km². Em 2010 a comuna tinha 63 habitantes (densidade: 10,5 hab./km²).